# Serranía del Aguaragüe

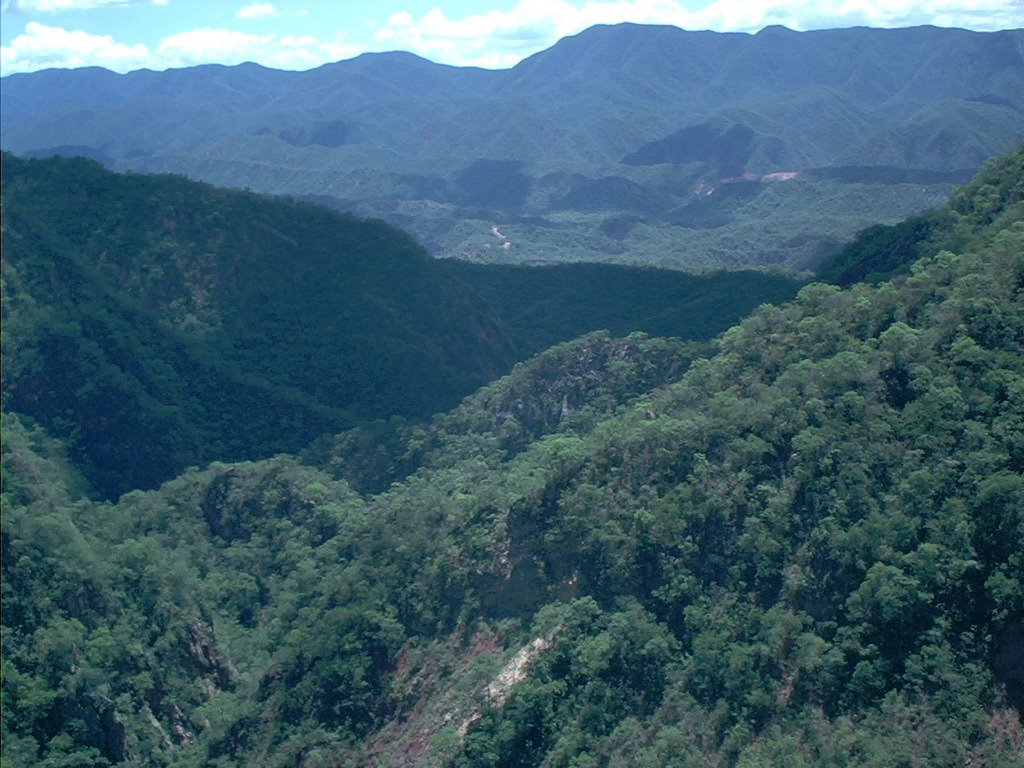
Vista de la Serranía del Aguaragüe

La serranía del Aguaragüe o sierra de Aguaragüees una cordillera ubicada en el extremo sur de Bolivia y en el extremo septentrional del noroeste argentino. Recorre en dirección norte-sur, y al sur continúa con el nombre de Sierra de Tartagal, en territorio argentino.
Su relieve sobresale de la llanura chaqueña, presentando una importante biodiversidad, por lo que parte del sector boliviano fue declarado parque nacional y área natural de manejo integrado Aguaragüe a través de la Ley 2083 del 20 de abril de 2000, declaración que es compartida por los departamentos de Tarija y Chuquisaca.
En las faldas de la serranía, se encuentran los pueblos de Tacuarembó, Acae, Guiraputuqui, Pirití, entre otros. En Bolivia es considerada "el segundo cerro Rico" (en alusión al Cerro Rico de Potosí) porque el país depende principalmente de lo que pueda salir de sus faldas en materia de hidrocarburos.

## Etimología
Aguaragüe significa en guaraní "pelo de zorro" o "Cuevas de Zorro".

## Geografía

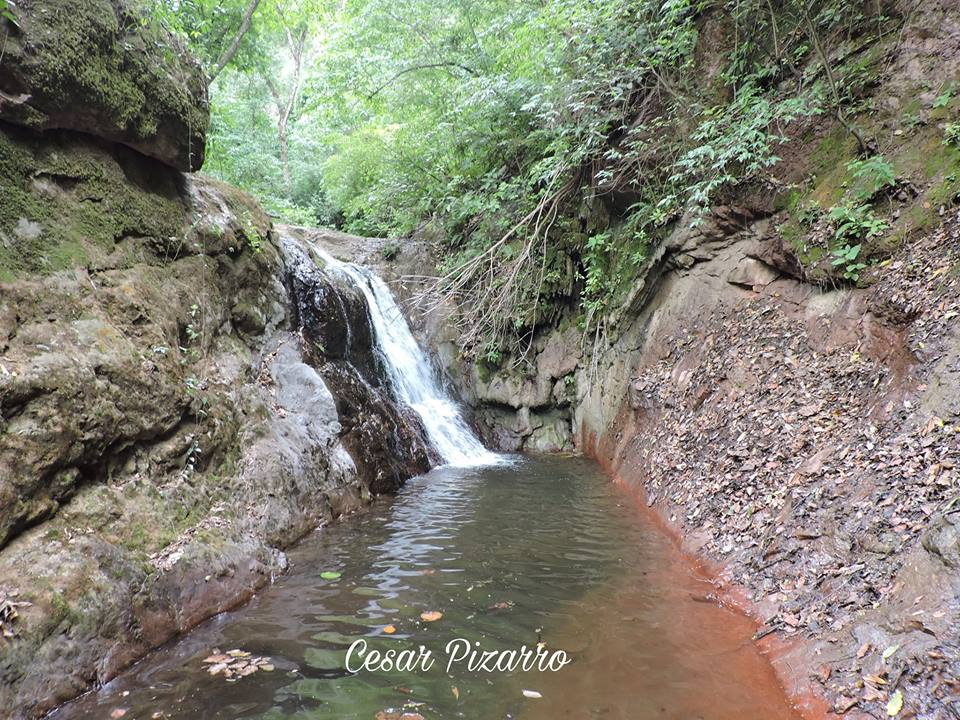
Cascada en la serranía del Aguaragüe.

En Bolivia la serranía se encuentra desde el sur del departamento de Santa Cruz, pasando por el departamento de Chuquisaca, hasta el sur del departamento de Tarija, en la provincia del Gran Chaco. En Argentina se sitúa en el departamento General José de San Martín, en la provincia de Salta.
Tiene una superficie de 1083 km² con una longitud de 110 km por 10 km de ancho aproximadamente. Posee montañas que superan los 3000 m s. n. m..

## Flora y fauna
Entre las especies más representativas de flora tenemos:  el cedro, lapacho rosado, roble, lapacho amarillo, tipa blanca, quebracho colorado, horco quebracho, palo blanco, tipa colorada, pacará, laurel y palo borracho.
La rica fauna tiene como característica a la charata, la chuña, pavas de monte, el oso melero, el tejón, el zorro, el tigre o jaguar, gatos menores, el quirquincho bola, el peludo, la mulita, el chancho de monte, el pecarí de collar y el oso bandera.

## Población y transporte
La Serranía del Aguaragüe está casi despoblada, aunque en su flanco oriental se encuentran algunas ciudades como Yacuiba, Villa Montes y Boyuibe, que están conectados por la carretera Ruta 9. La Ruta 29 desde Campo Pajoso vía Caraparí hasta Palos Blancos atraviesa la cresta de este a oeste, al igual que la Ruta 11 entre Villa Montes y Entre Ríos, y la Ruta 6 entre Boyuibe y Camiri.

## Amenazas
A pesar de gozar del estatus de área protegida, la serranía del Aguaragüe se encuentra en franca depredación sistemática, a la vista de las autoridades sin que puedan impedirlo.
Los dos principales problemas que enfrenta el parque son: la actividad hidrocarburífera y la deforestación a través de la quema.
La actividad hidrocarburífera causa muchos impactos negativos como los vertidos de petróleo que van a los arroyos contaminan y dañan los ecosistemas, fauna, flora, aguas superficiales y subterráneas.
La quema es otra amenaza fuerte,  año tras año se han quemado grandes extensiones de bosques arrasando con diversas especies.
En octubre de 2009 un incendio sin precedentes arrasó con cerca de 10 000 ha de su vegetación. 
Asimismo, otras amenazas presentes son las prácticas agrícolas y pecuarias de autoconsumo, la extracción ilegal y selectiva de madera, las prácticas de caza furtiva, la comercialización de especies y la ganadería extensiva.